# STS-121
STS-121 — космический полёт MTKK «Дискавери» по программе «Спейс Шаттл», с 4 по 16 июля 2006 года, второй испытательный полёт по программе «Возвращение к полётам» (англ. Return To Flight, RTF).
После катастрофы «Колумбии» в феврале 2003 года, для проверки проведённых усовершенствований и испытания новых процедур, призванных повысить безопасность полётов, специалисты НАСА решили провести два испытательных полёта по программе «Возвращение к полётам».
Первоначально STS-121 должен был стать полётом по обслуживанию телескопа «Хаббл», для выполнения которого предполагалось использовать шаттл «Колумбия». Поскольку после катастрофы этот полёт был отменён, а номера с STS-115 до STS-120 в расписании НАСА были заняты, для второго старта по программе «Возвращение к полётам» был выбран ближайший свободный номер — STS-121.
Первоначально предполагалось выполнить два испытательных полёта: первый — STS-114 с шаттлом «Атлантис», второй — STS-121 c «Дискавери» (предварительно намеченный на сентябрь 2005 года). Однако, когда во время подготовки к STS-114 обнаружились проблемы с шасси «Атлантиса», последовательность полётов шаттлов изменили. 
Первым в рамках программы «Возвращение к полётам» полетел «Дискавери» (Дискавери STS-114, с 26 июля по 9 августа 2005). Затем была ещё одна перестановка: теперь «Атлантис» был назначен в STS-115, а шаттл «Дискавери» — в STS-121, как это и планировалось вначале.
Как уже говорилось, старт STS-121 был намечен на осень 2005 года. Однако во время первого полёта по программе «Возвращение к полётам» («Дискавери» STS-114) выяснилось, что проблемы с отслаивающейся термоизоляцией топливного бака полностью устранены не были. Для их решения специалистам НАСА потребовалось дополнительное время, поэтому новый полёт был перенесён на 2006 год. По предварительному решению, старт должен был состояться не ранее 1 июля 2006 года.
В случае повреждения «Дискавери» при старте и невозможности его безопасного возвращения на Землю, астронавты должны были остаться на МКС и дожидаться спасательной экспедиции «Атлантиса» STS-300, которая могла бы стартовать в августе 2006 года. Такая мера предосторожности была рекомендована комиссией, расследовавшей катастрофу «Колумбии».

## Экипаж
- Стивен Линдсей (англ. Steven Lindsey) (4-й космический полёт), командир экспедиции.
- Марк Келли (англ. Mark Kelly) (2), пилот.
- Майкл Фоссум (англ. Michael E. Fossum) (1), специалист по программе полёта 1.
- Лиза Новак (англ. Lisa Nowak) (1), специалист по программе полёта 2.
- Стефани Уилсон (англ. Stephanie Wilson) (1), специалист по программе полёта 3.
- Пирс Селлерс (англ. Piers Sellers) (2), специалист по программе полёта 4.
- Томас Райтер (нем. Thomas Arthur Reiter) (2) (Германия), специалист по программе полёта 5, бортинженер-2 МКС-13, астронавт Европейского космического агентства[2].

Командир экипажа Стивен Линдсей, пилот Марк Келли и специалисты полёта Карлос Норьега и Майкл Фоссум были включены в состав экипажа 2 декабря 2003 года. Астронавт Пирс Селлерс заменил Карлоса Норьегу, ранее включенного в состав экипажа, но отстраненного от полёта по медицинским показаниям 15 июля 2004 года. Женщины-астронавты Лиза Новак и Стефани Уилсон были включены в состав экипажа 18 ноября 2004 года.
Стартовав с STS-121, Томас Райтер присоединился к экипажу долговременной экспедиции МКС-13 и на семь месяцев остался на борту МКС. Он вернулся на Землю 22 декабря 2006 года с астронавтами экипажа «Дискавери» STS-116. Таким образом, в долговременной экспедиции на МКС вновь после трёхлетнего перерыва вновь стали работать три космонавта. Последняя долговременная экспедиция (МКС-6), состоящая из трёх человек, вернулась на Землю 4 мая 2003 года. Без возобновления полётов шаттлов было бы невозможным обеспечить постоянное присутствие трёх космонавтов на борту МКС.
В экипаже «Дискавери» — трое ранее не летавших астронавтов: Майкл Фоссум, Лиза Новак и Стефани Уилсон.

## Выходы в открытый космос
- Выход 1 — Селлерс и Фоссум[3]

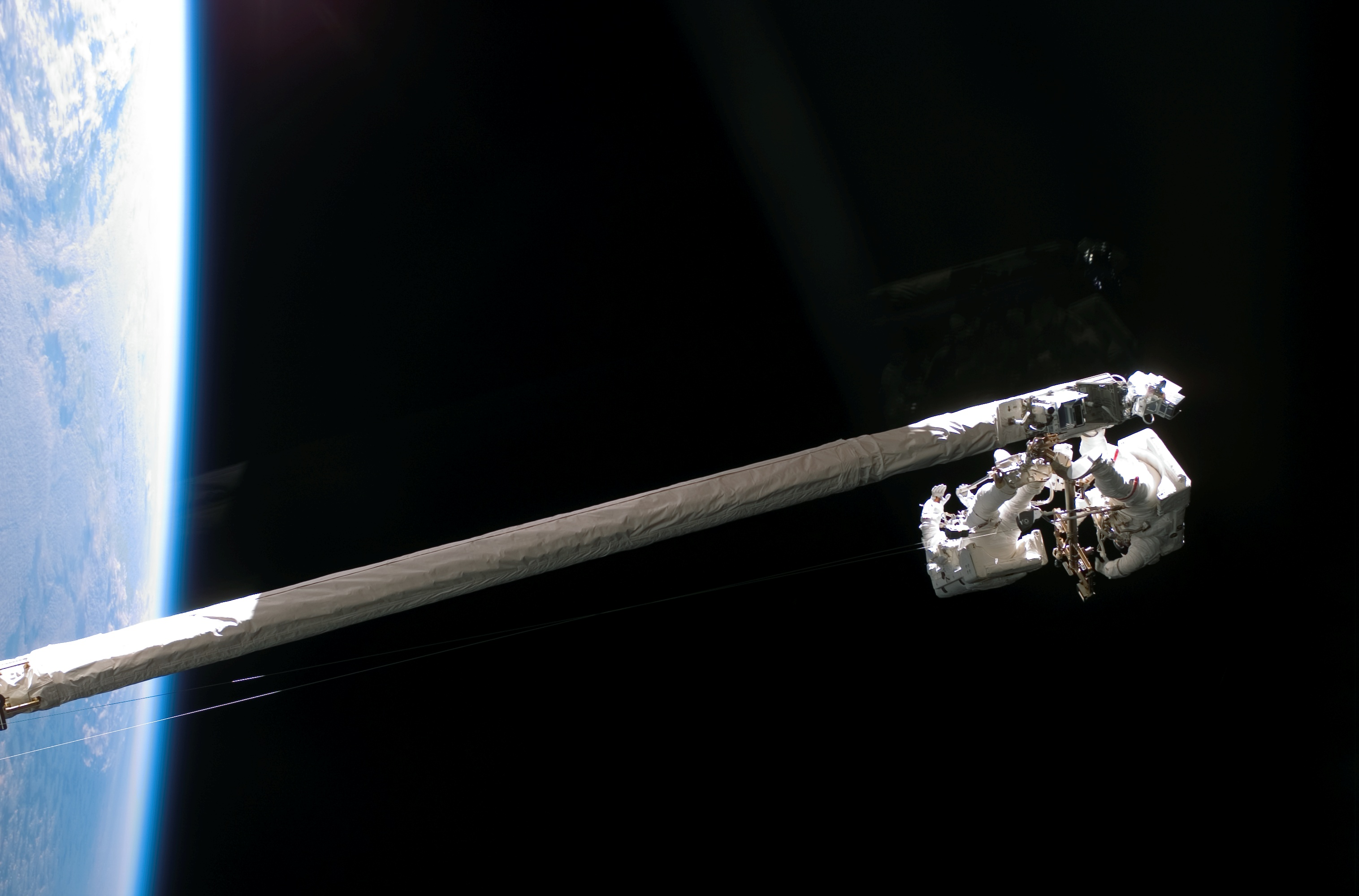
Селлерс и Фоссум — первый выход.

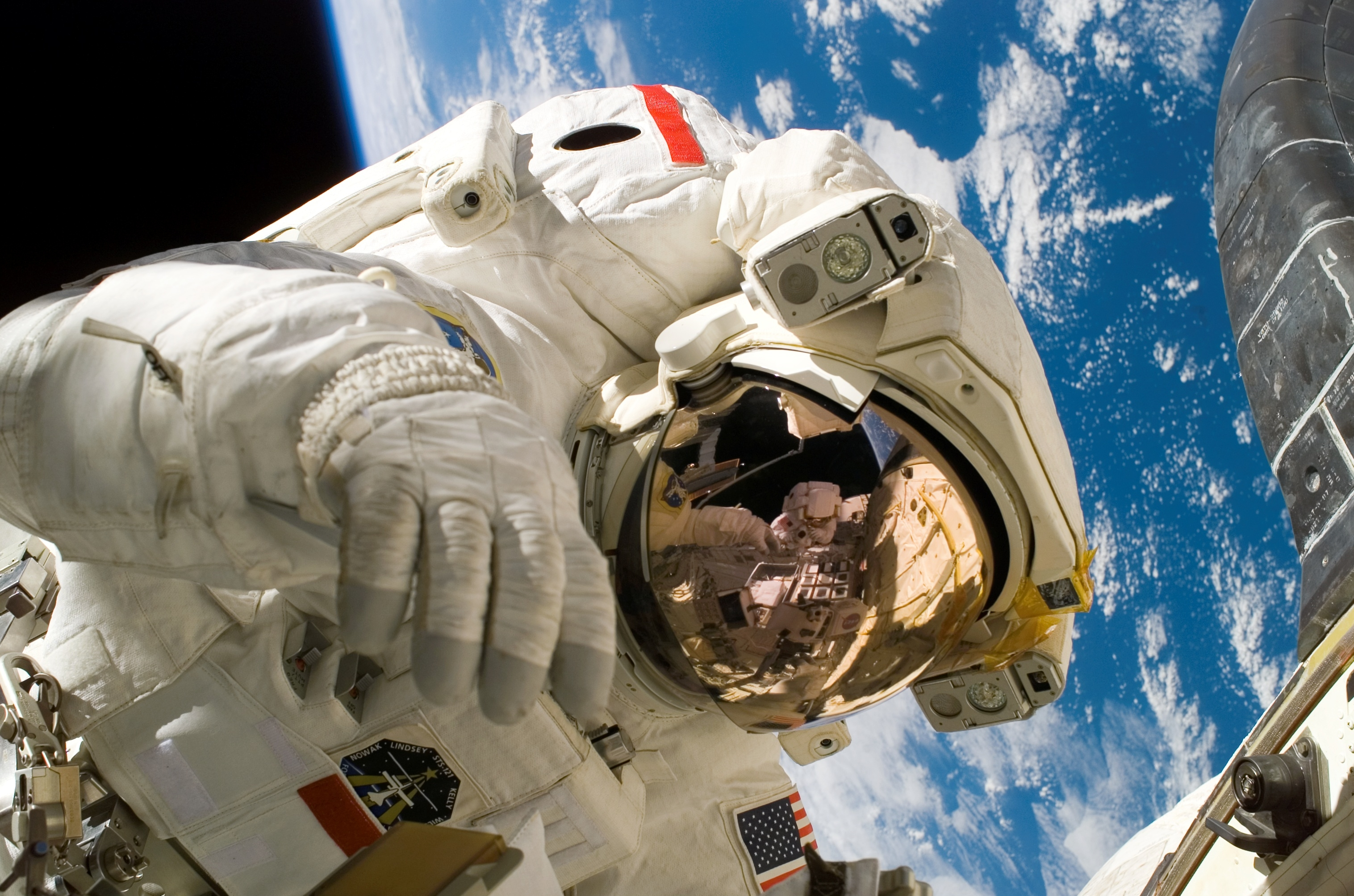
Селлерс в открытом космосе.

- Цель: ремонт мобильного транспортёра МКС и испытание удлинителя робота-манипулятора.
- Начало: 8 июля 2006 — 13:17 UTC
- Окончание: 8 июля — 20:49 UTC
- Продолжительность: 7 часов 32 минуты

66-й выход в космос связанный с МКС, 38-й выход непосредственно из МКС и 20-й выход из американского модуля «Квест» в американских скафандрах, 4-й выход в космос Пирса Селлерса и 1-й — Майкла Фоссума.
- Выход 2 — Селлерс и Фоссум[4]
- Цель: установка насоса системы термоконтроля на внешней поверхности шлюзового модуля «Квест» и работы на мобильном транспортере.
- Начало: 10 июля 2006 — 12:14 UTC
- Окончание: 10 июля — 19:01 UTC
- Продолжительность: 6 часов 47 минут

67-й выход в космос связанный с МКС, 39-й выход непосредственно из МКС, 21-й выход из американского модуля «Квест» в американских скафандрах, 5-й выход в космос Пирса Селлерса и 2-й выход Майкла Фоссума.
- Выход 3 — Селлерс и Фоссум[5]
- Цель: испытание техники обследования и ремонта стыков углерод-углеродного теплозащитного покрытия, которое закрывает носовую часть и передние кромки крыльев шаттлов.
- Начало: 12 июля 2006 — 11:20 UTC
- Окончание: 12 июля — 18:31 UTC
- Продолжительность: 7 часов 11 минут

68-й выход в космос связанный с МКС, 40-й выход непосредственно из МКС, 22-й выход из американского модуля «Квест» в американских скафандрах, 6-й выход в космос Пирса Селлерса и 3-й выход Майкла Фоссума.

## Подготовка к полёту

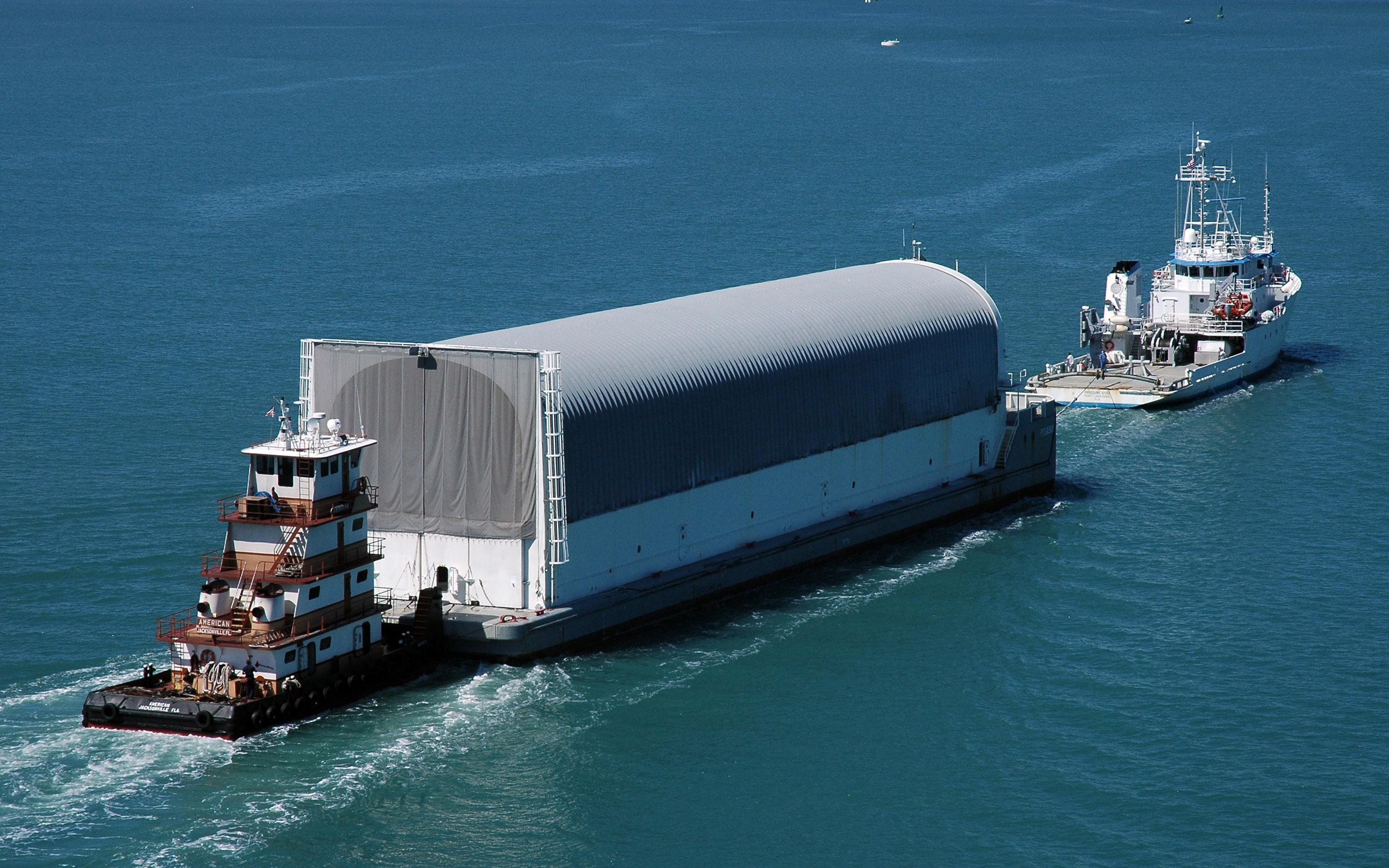
Транспортировка внешнего топливного бака

1 марта в Космический центр Кеннеди, на мысе Канаверал, доставлен внешний топливный бак (ET-119) для «Дискавери». Топливный бак был модернизирован на предприятии «Michoud Assembly Facility», компании «Lockheed Martin», в Новом Орлеане. Доставка топливного бака осуществлялась морем с 25 февраля по 1 марта. Прибывший топливный бак был перевезён в здание вертикальной сборки шаттла, где был испытан в аэродинамическом туннеле, и затем к нему были подвешены два твердотопливных ускорителя.
14 марта 2006 года НАСА объявило о переносе старта миссии «Дискавери» STS-121. Новое окно для старта: 1 — 19 июля 2006 года. Решение о переносе связано с проблемой в функционировании датчиков, которые контролируют уровень топлива во внешнем топливном боке.
12 мая шаттл «Дискавери» перевезён из ангара, где он хранился, в здание вертикальной сборки. Здесь он будет соединен с внешним топливным баком и двумя твердотопливными ускорителями. 16 мая в грузовой отсек шаттла будет вложен транспортный модуль «Леонардо». На 19 мая намечена перевозка шаттла на стартовую площадку.

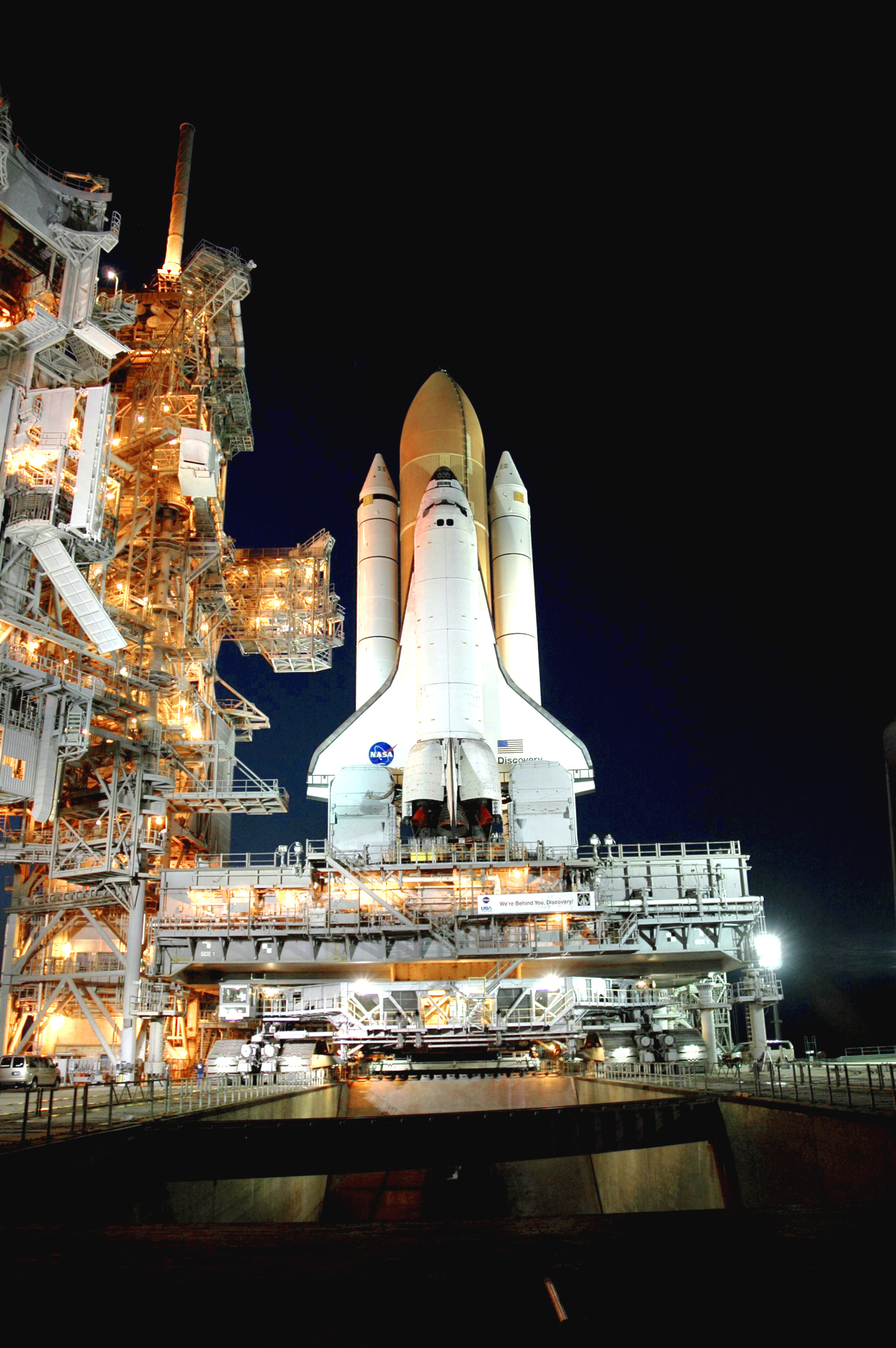
«Дискавери» на стартовой позиции

19 мая шаттл «Дискавери», соединённый с внешним топливным баком и двумя твердотопливными ускорителями, был перевезён из здания вертикальной сборки на стартовую площадку. С этого момента началась непосредственная подготовка к миссии STS-121, благоприятное окно для старта которой начиналось с 1 июля и заканчивалось 19 июля.
Транспортировка шаттла началась в 16:45 (UTC). Расстояние от здания вертикальной сборки до стартовой площадки — 4,2 мили, максимальная скорость транспортировки — 1 миля в час.
Запуск «Дискавери» STS-121 был назначен на 1 июля 15:48 EDT (19:48 UTC, 23:48 московское время)
Незадолго перед назначенным временем старта 1 июля (23 часа 48 минут, московского времени) старт «Дискавери» STS-121 был отменён. Причина отмены — неблагоприятные погодные условия. Следующая попытка была возможна в воскресенье, 2 июля в 23 часа 26 минут, однако старт вновь перенесён по той же причине — неблагоприятные погодные условия. Руководством НАСА было решено, что следующая попытка будет предпринята 4 июля в 18:38 UTC, в День независимости США.

## Описание полёта
После двух отменённых попыток старта, 4 июля 2006 года, в 18:38 UTC шаттл «Дискавери» STS-121 стартовал с космодрома на мысе Канаверал. В 19:23 UTC «Дискавери» вышел на стабильную орбиту с апогеем — 229 км и перигеем — 156 км.
5 июля. В первые сутки на орбите астронавты готовились к стыковке с МКС, которая была назначена на 6 июля 14:51 UTC. 5 июля астронавты с помощью камер, установленных на манипуляторе шаттла, осмотрели доступные области внешней поверхности шаттла, на предмет поиска возможных повреждений в теплозащитном покрытии шаттла, и не обнаружили их.

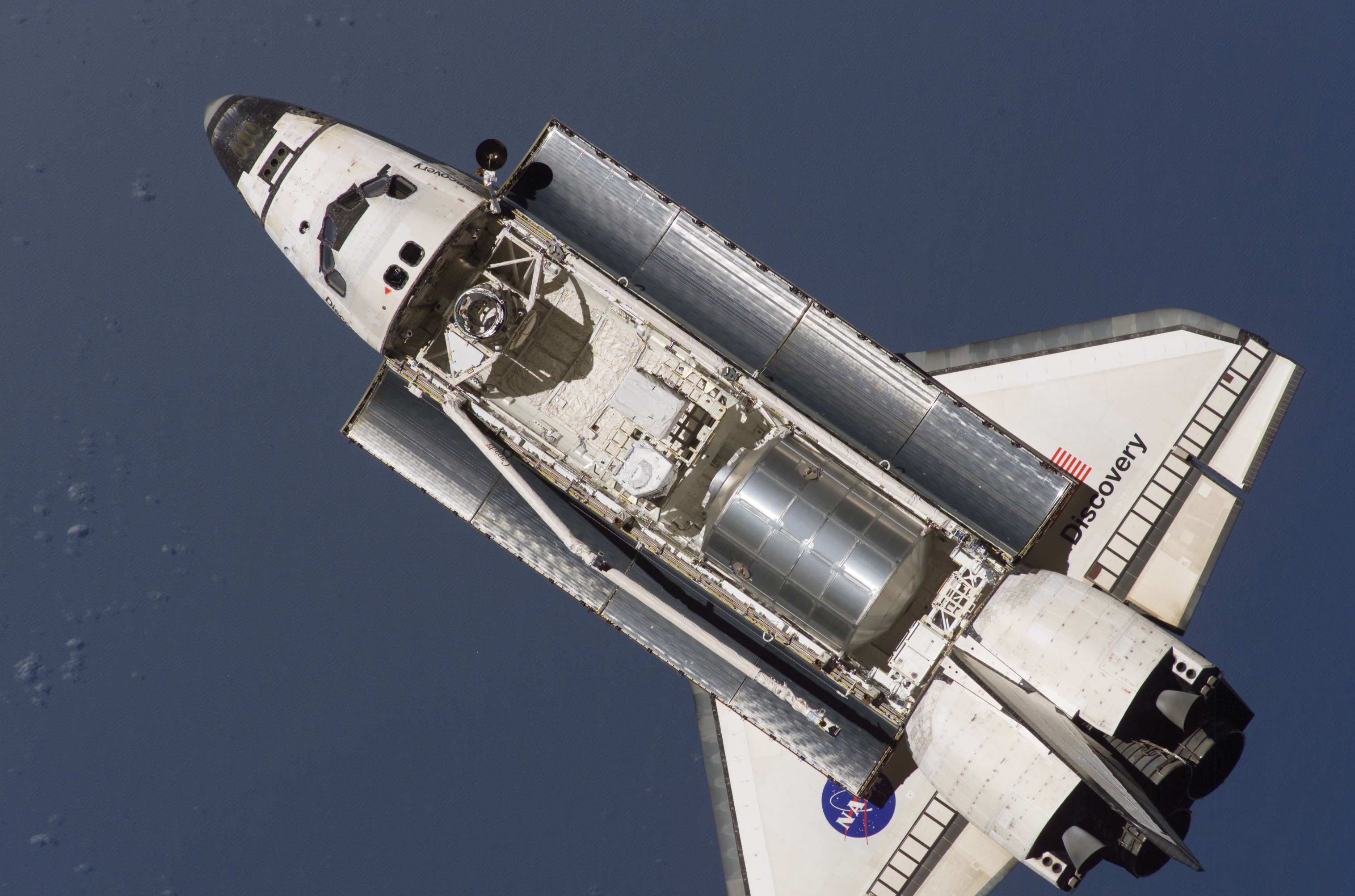
«Дискавери» приближается к МКС

6 июля, при подлёте «Дискавери» к МКС, космонавты 13-й долговременной экспедиции МКС Павел Виноградов и Джеффри Уильямс, через иллюминаторы МКС, фотографировали внешнюю поверхность шаттла, с целю обнаружения возможных повреждений. Фотографии сделанные экипажем МКС были переданы на Землю, для изучения специалистами. В 14:52 UTC шаттл «Дискавери» состыковался с Международной космической станцией. Переходный люк между «Дискавери» и МКС был открыт в 16:30 UTC. На орбите встретились экипаж МКС: командир 13-й экспедиции Павел Виноградов, бортинженер Джеффри Уильямс и экипаж «Дискавери»: Стивен Линдсей, Марк Келли, Майкл Фоссум, Лиза Новак, Стефании Уильсон, Пирс Селлерс и Томас Райтер.
7 июля астронавты с помощью робота-манипулятора МКС «Канадарм-2» достали многофункциональный грузовой модуль «Леонардо» из грузового отсека шаттла и пристыковали его к МКС. В модуле «Леонардо» находилось более 3,5 тонн полезного груза, необходимого для продолжения работы МКС и его экипажа. Астронавты готовились к намеченному на следующий день в 13:13 UTC, первому выходу в открытый космос, готовили шлюзовой модуль «Квест» и инструменты, которые будут использованы астронавтами Фоссумом и Селлерсом во время выхода в космос.
8 июля астронавты Пирс Селлерс и Майкл Фоссум совершили выход в открытый космос. Выход начался в 13:17 UTC и закончился в 20:49, продолжительность выхода составила 7 часов 32 минуты. Во время выхода астронавты ремонтировали мобильный транспортёр МКС и испытывали удлинитель робота-манипулятора. НАСА приняло решение продлить полёт «Дискавери» на одни сутки и выполнить ещё один выход в космос. Было решено, что астронавты Селлерс и Фоссум выйдут второй раз в космос в понедельник (10 июля) и третий раз в среду (12 июля), и что во время третьего выхода астронавты будут обследовать теплозащитное покрытие шаттла.
9 июля астронавты продолжили разгрузку грузового модуля «Леонардо» и подготовку ко второму выходу в открытый космос. Кроме этого экипаж провёл пресс-конференцию, которая транслировалась телевидением НАСА.
10 июля астронавты Пирс Селлерс и Майкл Фоссум выполнили второй выход в открытый космос. Выход начался в 12:14 UTC и закончился в 19:01, продолжительность выхода составила 6 часов 47 минут. Во время выхода астронавты установили насос системы терморегулирования на внешней поверхности шлюзового модуля «Квест» и проводили работы на мобильном транспортёре. Координацию выхода осуществлял пилот «Дискавери» Марк Келли. Манипулятором управляли Лиза Новак и Стефани Уилсон. В это же время экипаж МКС загружал в модуль «Леонардо» результаты проведённых экспериментов и отработанные материалы и оборудование, для возвращения их на Землю.
11 июля экипажи «Дискавери» и МКС продолжили разгрузку грузового модуля «Леонардо» и подготовку к третьему выходу в открытый космос, который состоится 12 июля.
12 июля астронавты Пирс Селлерс и Майкл Фоссум выполнили третий выход в открытый космос. Выход начался в 11:20 UTC и закончился в 18:31, продолжительность выхода составила 7 часов 11 минут. Во время выхода астронавты проводили испытания техники ремонта теплозащитного покрытия шаттла. Эти испытания проводились в грузовом отсеке шаттла, где были установлены образцы теплозащитного покрытия. Астронавты также проверяли инфракрасную камеру, которая фиксирует градиент температуры на теплозащитных плитках. Координацию выхода осуществлял пилот «Дискавери» Марк Келли. Роботом-манипулятором управляли Лиза Новак и Стефани Уилсон.
13 июля. После выполнения трёх выходов в космос, разгрузки и загрузки модуля «Леонардо», астронавты «Дискавери» имели день отдыха. В этот же день состоялась пресс-конференция экипажей «Дискавери» и МКС. Джеффри Уильямс проводил последние операции, для подготовки модуля «Леонардо» к отстыковке от МКС.
14 июля многофункциональный грузовой модуль «Леонардо» был отстыкован от МКС и помещён в грузовой отсек «Дискавери». Роботом-манипулятором МКС управляли Лиза Новак и Стефани Уилсон. Модуль «Леонардо» был отсоединён от МКС в 13:25 UTC и помещён в грузовой отсек шаттла в 15:00 UTC. В модуле было доставлено на МКС около 3,5 тонн (7000 фунтов) полезных грузов. На Землю отправлено около 1,8 тонн (4000 фунтов) ненужных на станции материалов и оборудования, а также результаты научных экспериментов. Командир шаттла Линдсей ещё раз осмотрел кромки крыльев «Дискавери» в поисках возможных повреждений.
Отсоединение «Дискавери» от МКС было назначено на 15 июля в 10:08 UTC.
15 июля в 10:08 UTC шаттл «Дискавери» отстыковался от МКС, это произошло над Тихим океаном севернее Новой Зеландии. Люк между «Дискавери» и орбитальным комплексом был закрыт в 08:00. Через 10 минут, после отхода «Дискавери» от станции, расстояние между ними было 40 метров. В 10:30 на расстоянии 120 метров от МКС были включены двигатели системы орбитального маневрирования (OMS) и шаттл совершил облёт МКС сверху. «Дискавери» должен приземлиться 17 июля на мысе Канаверал.
16 июля центр управления полётом, после изучения всех данных полученных с «Дискавери»,
объявил, что для посадки шаттла нет препятствий. Экипаж проводит подготовку к возвращению на Землю, проверяет двигатели и системы шаттла. Посадка назначена на 13:14 UTC 17 июля. Включение двигателей на торможение и схода с орбиты назначено на 12:07 UTC.
Вторая возможность посадки в понедельник (17 июля) — включение двигателей в 13:43 UTC и посадка в 14:50 UTC. Прогноз погоды — благоприятный для посадки. На понедельник не планируется возможность посадки в Калифорнии, на военно-воздушной базе Ванденберг.
17 июля шаттл «Дискавери» с шестью астронавтами на борту совершил мягкую посадку на мысе Канаверал (штат Флорида). Успешно завершён второй полёт шаттла по программе «Возвращение к полётам». Этот успех позволяет возобновить регулярные полёты шаттлов и продолжить работы по строительству Международной космической станции.

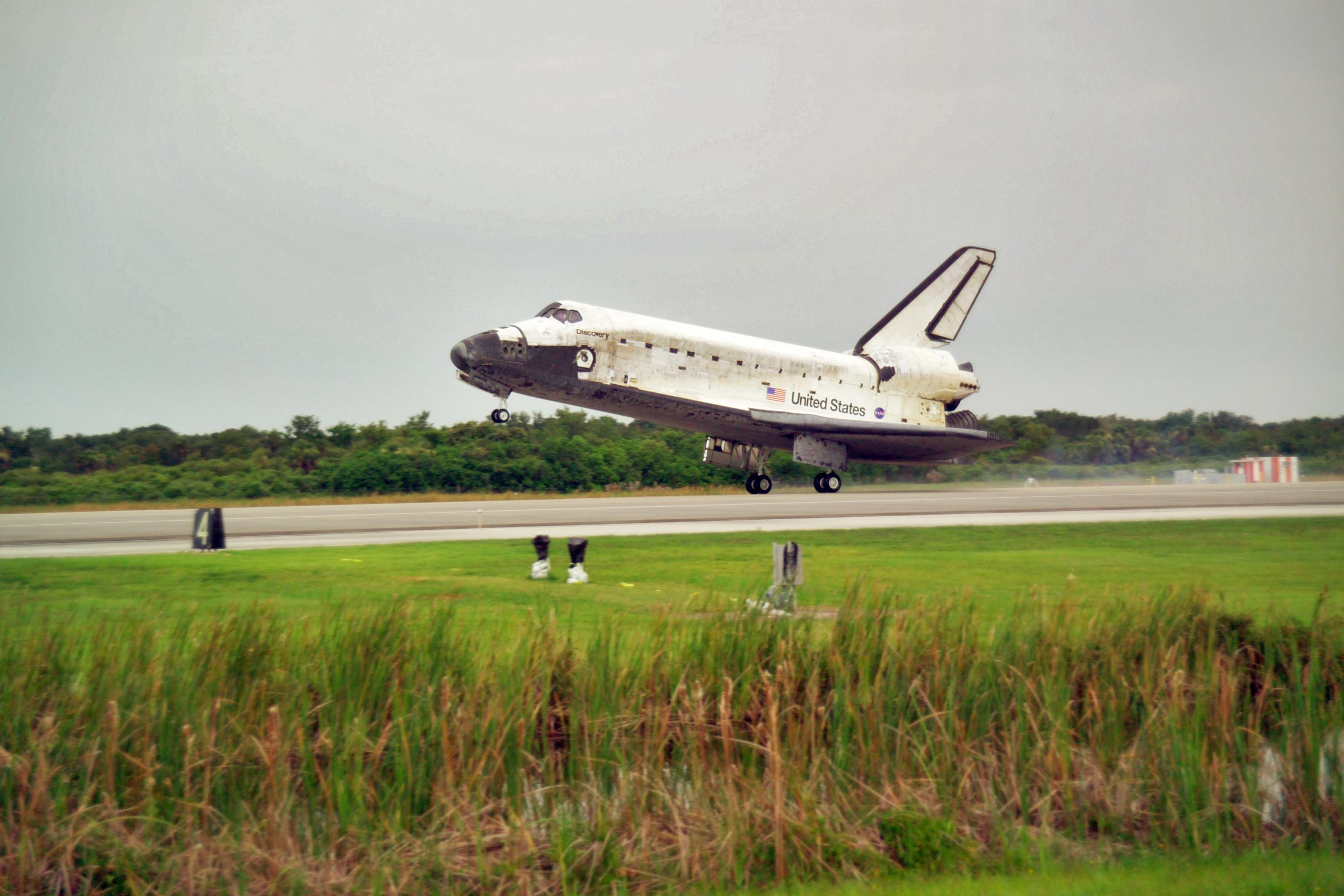
Приземление «Дискавери» STS-121

«Дискавери» с экипажем на борту приземлился в 13:14 UTC, время пребывания в космосе составило 12 суток 18 часов 36 минут. Шаттл прошёл расстояние в 8,85 миллионов километров (5,5 миллионов миль). «Дискавери» доставил на борт МКС Томаса Райтера, третьего члена 13-й долговременной экспедиции. Впервые с мая 2003 года, на МКС вновь экипаж из трёх астронавтов. На МКС были доставлены материалы и приборы для поддержания её функционирования, общим весом более чем 12 тонн (28000 фунтов). Во время пребывания на орбите было совершено три выхода в открытый космос, во время одного из них проводились ремонтные работы на мобильном транспортёре МКС, во время двух выходов отрабатывалась техника обследования и ремонта на орбите теплозащитного покрытия шаттла. Во время выходов в космос астронавты Селлерс и Фоссум испытали удлинитель робота-манипулятора, заменили кабель, который служит для передачи электропитания, команд, данных и для передачи видео изображения к мобильному транспортёру МКС. Мобильный транспортёр служит для передвижения платформы, на которой закреплён робот-манипулятор станции.
Двигатель торможения шаттла был включён в 12:07 UTC, когда шаттл находился на Индийским океаном. Двигатель проработал 3 минуты, шаттл сошёл с орбиты и устремился к Земле. При спуске шаттл пролетел над Гватемалой, Мексикой, Мексиканским заливом и над юго-западным побережьем Флориды.

## Итоги
Сразу после приземления астронавты Стивен Линдсей, Марк Келли, Майкл Фоссум, Пирс Селлерс, Лиза Новак и Стефани Уилсон прошли короткое медицинское обследование. После обследования астронавты осмотрели свой космический корабль — «Дискавери».
Командир экипажа Стив Линдсей сказал: «Это был мой четвёртый космический полёт и я четыре раза обошёл вокруг шаттла, корабль выглядит так чисто, как никакой до него, у нас было очень мало проблем». Линдсей поблагодарил свой экипаж: «Я хотел бы сказать спасибо экипажу — во время полёта, все были великолепны. Для меня было честью работать с таким экипажем».
Полёт STS-121 был наиболее фотографируемым из всех ранее состоявшихся. Во время старта съёмку «Дискавери» выполняли более 100 цифровых и видео камер с высоким разрешением.
По завершении полёта американское космическое агентство объявило, что следующим стартом шаттла должна стать миссия «Атлантиса» STS-115. Окно для запуска: — с 28 августа по 13 сентября. Практически, «Атлантис» должен был стартовать до 7 сентября, чтобы не встретится на орбите с российским космическим кораблём «Союз ТМА-9», старт которого был назначен на 14 сентября. Основной задачей «Союза» должна была стать доставка на МКС 14-го долговременного экипажа: Майкла Лопес-Алегрия (США) и Михаила Тюрина (Россия).